# Cinco Ranch, Texas
Cinco Ranch là một nơi ấn định cho điều tra dân số (CDP) thuộc quận Fort Bend, tiểu bang Texas, Hoa Kỳ. Năm 2010, dân số của nơi này là 18.274 người.

## Dân số
- Dân số năm 2000: 11.196 người.
- Dân số năm 2010: 18.274 người.